# Oxygene 3
Oxygene 3 ist das 19. Studioalbum des französischen Musikers Jean-Michel Jarre. Veröffentlicht wurde es bei Sony Music.

## Besonderheit
Oxygene 3 ist der Abschluss der Oxygène-Trilogie. Das Album wurde am 2. Dezember 2016 veröffentlicht, 40 Jahre nach der Veröffentlichung des ursprünglichen Oxygène. Jean-Michel Jarre erklärte zu dem Album, er habe sich das 40. Jubiläum und den gleichen Zeitrahmen von 6 Wochen wie bei der Erstellung des ersten Oxygène Albums 1976 gesetzt, um sich selbst zu motivieren und nicht zu viel darüber nachzudenken, ob es eine gute oder schlechte Idee sei (ein 3. Oxygène Album zu kreieren) und alles in einem Rutsch aufzunehmen.

„Then I took the 40th anniversary of the first album as a deadline to push myself to see if I could compose this new chapter in six weeks, just like I did for the first one: probably to avoid thinking too much about, whether it was a good idea or not, and also to record everything in one go… “

## Titelliste
- Geschrieben und arrangiert von Jean-Michel Jarre

1. Oxygene Part 14 – 5:28
2. Oxygene Part 15 – 6:40
3. Oxygene Part 16 – 6:50
4. Oxygene Part 17 – 4:20
5. Oxygene Part 18 – 2:48
6. Oxygene Part 19 – 5:45
7. Oxygene Part 20 – 7:58

## Wichtige Versionen
| Jahr | Ausgabeform | Medium | Land       | Label      | Katalognummer | Bemerkung |
| ---- | ----------- | ------ | ---------- | ---------- | ------------- | --------- |
| 2016 | Original    | CD     | Frankreich | Sony Music | 88985361882   | Digipak   |
| 2016 | Original    | LP     | Frankreich | Sony Music | 88985361881   |           |

## Besetzung
- Jean-Michel Jarre – Keyboards und Synthesizer